# Jacob Hering
Jacob Hering, auch Jakob Hering, (getauft 25. Mai 1698 in Nürnberg; † 1774 in Hannover) war ein deutscher Kupferstecher.

## Leben

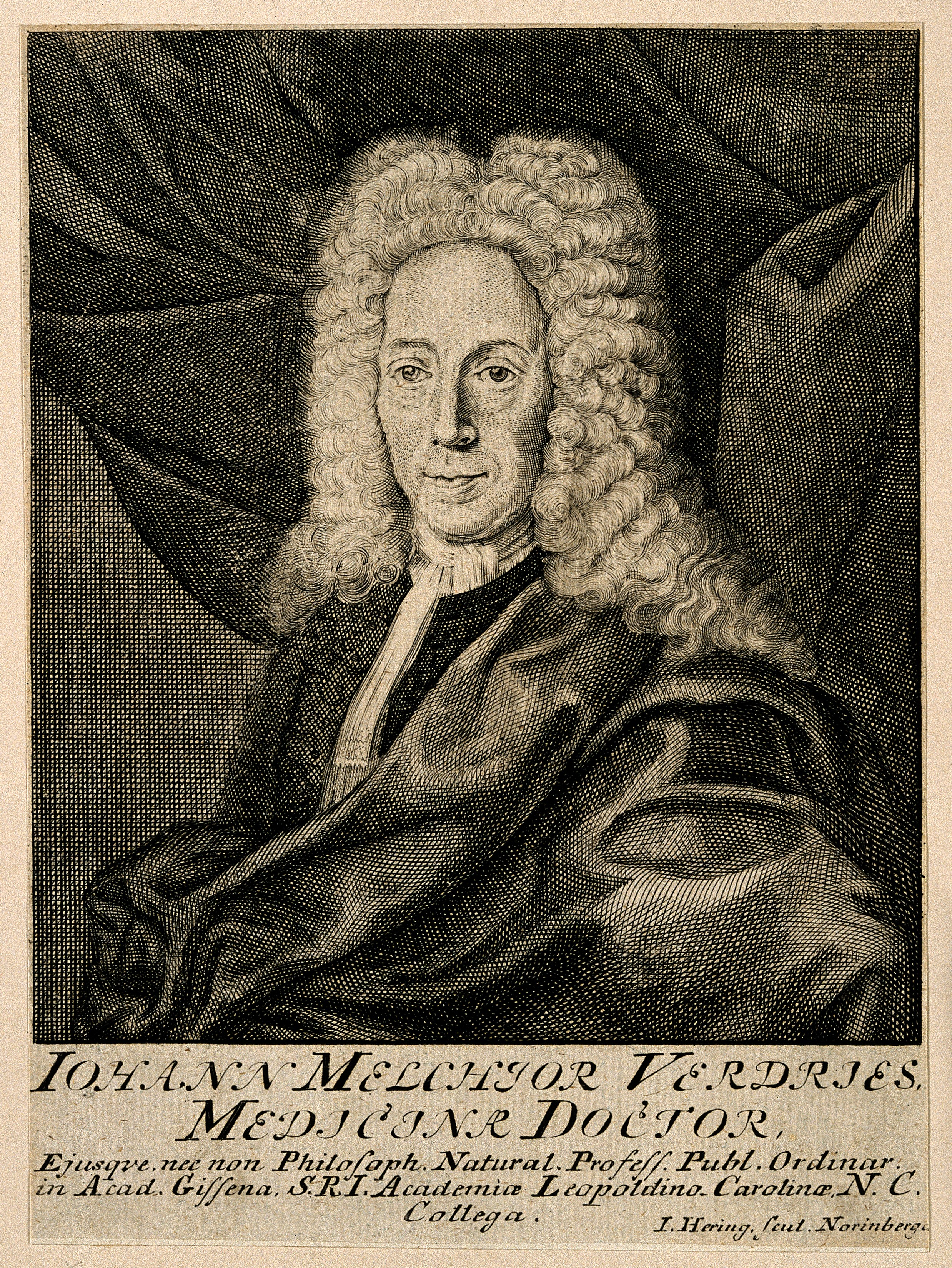
Kupferstich mit dem Brustbild des Gießener Mediziners Johann Melchior Verdries; signiert „I. Hering, scul. Noringberge“

Jacob Hering wurde Ende des 17. Jahrhunderts als Sohn des Schweinestechers und Gastwirts Johann Andreas Hering in Nürnberg geboren.
Im Alter von 25 Jahren heiratete Hering am 14. März 1724 die Anna Maria Glandorf (1697–?), Tochter des Händlers und Tuchkrämers Georg Friedrich Glandorf. Das Ehepaar hatte drei Söhne und zwei Töchter. Von drei der fünf Kinder sind folgende Daten bekannt:
- Georg Sigmund Hering (* 26. Februar 1725)[1]
- Margaretha Hering (* 3. August 1728)[1]
- Jacob Wilibald Hering (* 30. Dezember 1730)[1]

Jacob Hering war ab 1726 und bis 1760 im Nürnberger Ämterbüchlein eingetragen, allerdings finden sich dort die Jahre 1755, 1756 und 1760 gestrichen.
Möglicherweise war Hering schon ab 1755 in Hannover tätig, wo er im Zuge der Personalunion zwischen Großbritannien und Hannover den Titel des Königlich Großbritannischen und Kurfürstlich Braunschweig-Lüneburgischen Hof-Kupferstechers verliehen bekam.
Zu dem unter anderem von Leibniz, Johann Georg von Eckhart, Johann Daniel Gruber, Christian Ludwig Scheidt und Johann Heinrich Jung über das Adelsgeschlecht der Welfen verfassten Werk Origines Guelficae lieferte Hering die Illustrationen. Laut dem Briefwechsel des Osnabrücker Staatsmannes Justus Möser sollte Hering – auf Geheiß des Ministers Burchard Christian von Behr – den Codex diplomaticus des Historiografen Jung mit Stichen ausgestalten.
Jakob Hering hat für den Verleger Johann Christian Sigismund Koppe Bilder gestochen, welche in der deutschen Ausgabe von Description de la Chine et de la Tartarie chinoise erschienen sind. Beispiel ist das signierte und sehr detaillierte Bild Begleitung eines Vize-Königs, allemal wenn er aus seinen Palast gehet. Band 2 nach Seite 12. 
Ähnlich gestaltete Bilder wie Chinesische Hochzeit. Band 2 nach Seite 118 oder Ein Chinesische Leichen Begräbnis, Band 2 nach Seite 118 sind ohne Signatur.

## Werke
- Stiche im 1730/31 erschienenen Firmamentum Firmianum, dem Himmelsatlas des in Salzburg wirkenden Benediktinermönches Thomas Corbinianus (1694–1767). Für diesen Atlas hat Hering mindestens vier Stiche von Sternbildern beigetragen.[1]
- Kupferstich mit dem Bildnis des Gießener Mediziners Johann Melchior Verdries
- Kupferstich mit dem Bildnis des Philipp Melanchthon[6]